# Pizsankai járás

A Pizsankai járás a Kirovi területen

A Pizsankai járás (oroszul Пижанский район, mari nyelven Пыжанъю кундем) Oroszország egyik járása a Kirovi területen. Székhelye Pizsanka.

## Népesség
- 1989-ben 15 220 lakosa volt.
- 2002-ben 13 580 lakosa volt, melynek 23%-a mari.
- 2010-ben 11 242 lakosa volt, melyből 7 666 orosz, 3 388 mari.